# 日商簿記三鷹福祉専門学校
日商簿記三鷹福祉専門学校（にっしょうぼきみたかふくしせんもんがっこう）は、東京都三鷹市下連雀にある専修学校。学校法人細谷学園が運営。三鷹ネットワーク大学正会員。

## 概要
1968年、東中野に日商簿記検定のための通信教育、日商簿記計数協会を設立、1974年同地に簿記会計教室を開講し、1979年、「日商簿記専門学校」として東京都認可の専修学校となる。1983年、産業能率短期大学（現・自由が丘産能短期大学）と提携し、1990年より現校名に変更。
近年は募集要項が日本語、英語、中国語、韓国語、ベトナム語、タイ語、ネパール語、インドネシア語、ミャンマー語の9カ国語に対応しており、アジア諸国の留学生も在籍している。

## 学科一覧
- 経営ビジネス学科（2年制・昼間）
- 情報ビジネス学科（2年制・昼間）
- 介護福祉学科（2年制・昼間）

## 最寄駅
中央線「三鷹駅」南口から徒歩8分

### プレスリリース等
1. ↑  会員情報 三鷹ネットワーク大学。
2. 1 2  学園の歩み 学校法人細谷学園。
3. ↑  募集要項 日商簿記三鷹福祉専門学校。
4. ↑  介養協会員一覧 公益社団法人日本介護福祉士養成施設協会。